# Предохранительная арматура
Предохранительная арматура — арматура, предназначенная для автоматической защиты оборудования и трубопроводов от недопустимого превышения давления посредством сброса избытка рабочей среды, так называемого массоотвода.
К предохранительной арматуре относятся:
- предохранительные клапаны;
- импульсно-предохранительные устройства;
- мембранные предохранительные устройства;
- перепускные клапаны.

Наиболее широкое распространение имеют малоподъёмные предохранительные клапаны, конструктивно простые и не требующие специальной регулировки.